# Phaonia mengshanensis
Phaonia mengshanensis este o specie de muște din genul Phaonia, familia Muscidae, descrisă de Feng în anul 1993.
Este endemică în Sichuan. Conform Catalogue of Life specia Phaonia mengshanensis nu are subspecii cunoscute.